# William Watson (naukowiec)

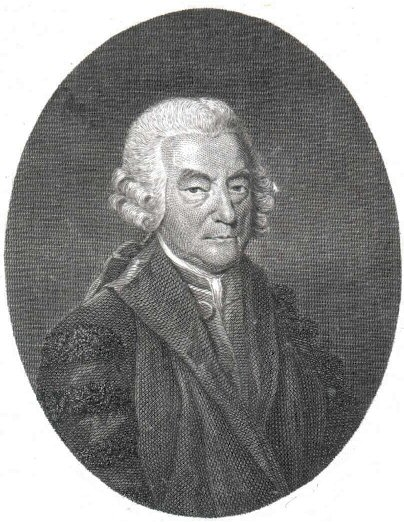
William Watson

William Watson (ur. 1715, zm. 1787) – angielski lekarz i fizyk, badacz elektryczności. Był członkiem Royal Society w Londynie. Niezależnie od Benjamina Franklina propagował teorię jednego fluidu elektrycznego. Laureat Medalu Copleya (1745).